# Армяно-филиппинские отношения
Армяно-филиппинские отношения — двусторонние отношения между Арменией и Филиппинами. Отношения между двумя странами постепенно улучшались с момента их начала 20 мая 1992 года. Министр иностранных дел Эдвард Налбандян посетил Филиппины в 2012 году, что сделало его самым высокопоставленным должностным лицом правительства Армении, когда-либо посещавшим Филиппины. Армяно-филиппинские отношения еще больше укрепились после визита посла Армении Раисы Варданян в министерство иностранных дел 19 марта 2015 года. Последнее дипломатическое мероприятие включало в себя обязательство расширять торговлю, инвестиции, а также образовательное и научное сотрудничество между двумя странами.
В обеих странах в настоящее время есть послы-нерезиденты. Посол Армении аккредитован в Маниле из Ханоя, а посол Филиппин в Ереване из Москвы.
Исторически армяне играли значительную роль в коммерции и торговле на Филиппинах. Священник-иезуит Мурильо Веларде отметил, что армяне вместе с другими православными христианами присутствовали в Маниле еще в 1618 году. В 18 веке в Маниле армяне, некоторые из которых прибыли из Мадраса (Индия), где проживала основная армянская община, что способствовало торговле между Филиппинскими островами и Индией. Хотя это и не заявлено самим правительством, некоторые филиппинские политики выразили поддержку Армении и Нагорному Карабаху против угроз со стороны Азербайджана. Филиппины, Армения и Нагорный Карабах имеют глубокие религиозные связи через христианство.

## Миграция
По данным посольства Филиппин в Москве, в Ереване поселилось не менее 300 филиппинцев, но только 70 зарегистрировались через посольство. Число филиппинских туристов в Армении также увеличилось с 674 в 2014 году до 22 007 в 2017, по данным комитета по туризму страны.
На Филиппинах количество туристов из Армении также увеличилось с 84 в 2012 году до более 100 в 2016 году.